# Nautilocalyx villosus
Nautilocalyx villosus är en tvåhjärtbladig växtart som först beskrevs av Carl Sigismund Kunth och Peter Carl Bouché, och fick sitt nu gällande namn av Thomas Archibald Sprague. Nautilocalyx villosus ingår i släktet Nautilocalyx och familjen Gesneriaceae. Inga underarter finns listade i Catalogue of Life.